# Oescus

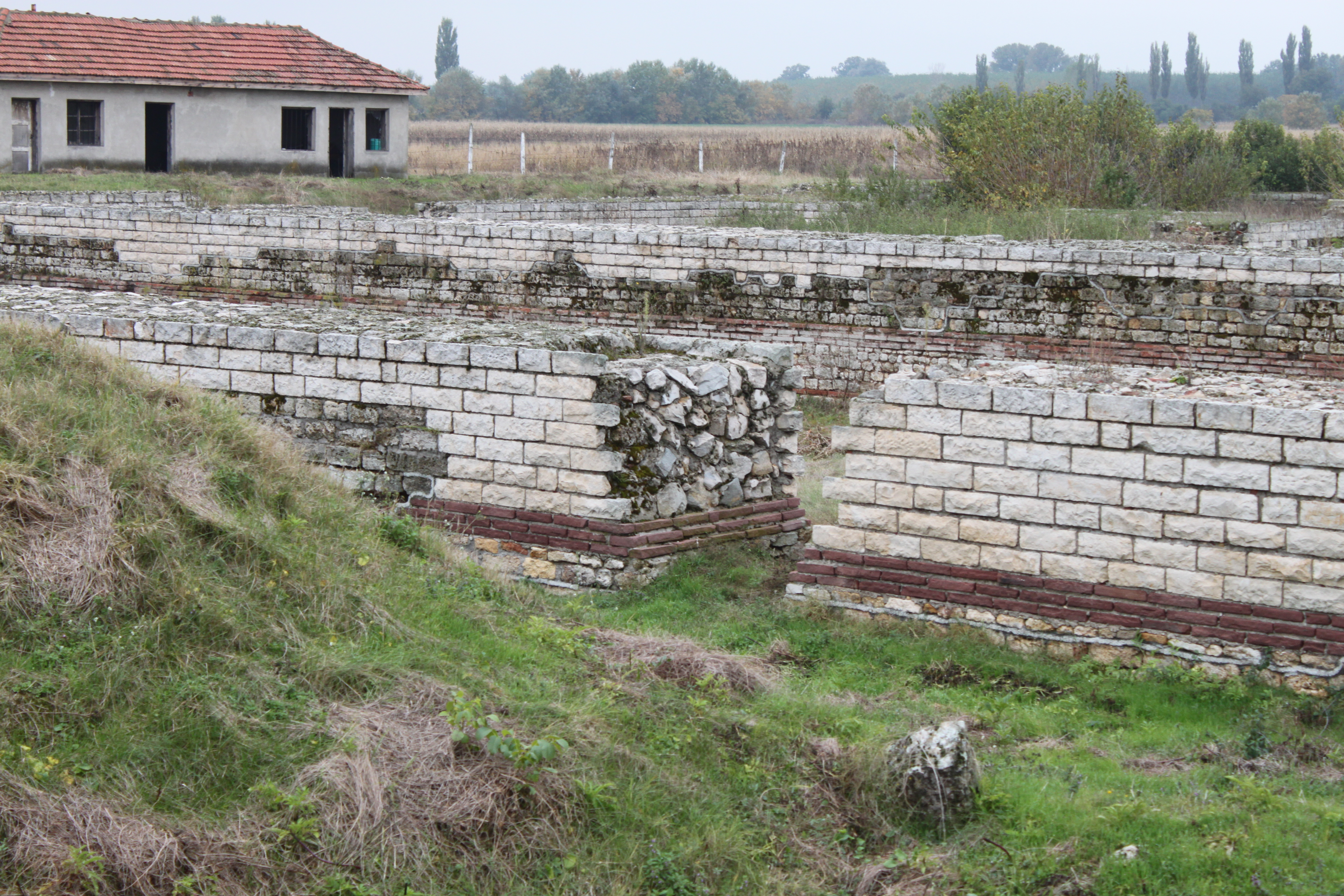
Pozostałości murów obronnych miasta

Oescus (łac. Colonia Ulpia Oescus) – starożytne miasto rzymskie w prowincji Dacja Ripensis i stolica historycznej diecezji kościelnej (dioecesis Oescensis). 

## Położenie i historia
Położone nad dolnym Dunajem, na prawym brzegu rzeki pozostałości rzymskiego miasta Colonia Ulpia Oescus znajdują się w pobliżu współczesnej miejscowości Gigen w Bułgarii. 
Miasto stanowiło ośrodek militarny w ramach limesu granicznego - w I wieku i od połowy III wieku stacjonował tu legion Legio V Macedonica. Miasto odgrywało istotną rolę m.in. w czasie wojen z Gotami (lata 250-251), będąc też tymczasową siedzibą cesarza Decjusza. W jego pobliżu znajdował się most wzniesiony w 328 roku z rozkazu cesarza Konstantyna I Wielkiego, ówcześnie największy na Dunaju. 
Miasto było ważnym węzłem komunikacyjnym – do/przez Oescus biegły drogi rzymskie: 
- równoleżnikowo wzdłuż Dunaju, od ujścia do Morza Czarnego w Dobrudży, przez Troesmis i Durostorum do Oescus, i dalej na zachód przez Viminacium i Singidunum
- południkowo od Filipopolis przy Via Militaris na południu do Apulum (Alba Iulia) i Porolissum w Dacji
- w kierunku południowo-zachodnim, poprzecznie przez Via Militaris i Serdikę (Sofię) do macedońskiej Heraklei przy Via Egnatia.

Pod względem administracyjnym Oescus w pierwszych wiekach naszej ery było jednym z ośrodków prowincji Mezja, a po jej podziale w 86 r. n.e. – Mezji Dolnej.
Po reformach administracyjnych w drugiej połowie III wieku dokonanych przez cesarzy Aureliana (271/275) i Dioklecjana (reformy Dioklecjana, ok. 293 r.), Oescus znalazło się na granicy nowo wydzielonych prowincji Mezja II (Moesia Secunda) w diecezji administracyjnej Tracja (Dioecesis Thraciae) oraz Dacia Ripensis w diecezji administracyjnej Dacja (Dioecesis Daciae). Granica ustanowiona na rzece Utus (Wit) była nie tylko granicą prowincji i diecezji, ale też prefektur: prefektury Ilirii (Praefectura praetorio Illyryci) i prefektury Orientu (Praefectura praetorio Orientis).
Oeskus utraciło znaczenie i znalazło się poza wpływami rzymskimi (niewymieniane też w źródłach pisanych) po roku 640. W późniejszym okresie terytorium wokół miasta było pod wpływami bizantyjskimi oraz licznych plemion przybyłych na te ziemie w okresie wielkiej wędrówki ludów i późniejszym. 

## Oescus jako zabytek
1 kwietnia 2016 Oescus, wraz z innymi obiektami w ramach limesu granicznego Mezji, zostało wpisane na Listę Informacyjną UNESCO – listę obiektów, które Bułgaria zamierza rozpatrzyć do zgłoszenia do wpisu na Listę światowego dziedzictwa UNESCO.

## Oescus jako biskupstwo tytularne
W 1933 Oescus zostało ustanowione przez papieża Piusa XI biskupstwem tytularnym Kościoła katolickiego. 

### Biskupi tytularni
| Lp. | Biskup tytularny                  | Funkcja                                     | Od                | Do                   |
| --- | --------------------------------- | ------------------------------------------- | ----------------- | -------------------- |
| 1   | Gaudencio Rosales                 | biskup pomocniczy Manili (Filipiny)         | 12 sierpnia 1974  | 9 czerwca 1982       |
| 2   | Anthony Theodore Lobo             | biskup pomocniczy Karaczi (Pakistan)        | 8 czerwca 1982    | 28 maja 1993         |
| 3   | Kevin Britt                       | biskup pomocniczy Detroit (USA)             | 23 listopada 1993 | 10 grudnia 2002      |
| 4   | Gustavo Garcia-Siller             | biskup pomocniczy Chicago (USA)             | 24 stycznia 2003  | 14 października 2010 |
| 5   | Paulo César Costa                 | biskup pomocniczy Rio de Janeiro (Brazylia) | 24 listopada 2010 | 22 czerwca 2016      |
| 6   | Emmanuel Dessi Youfang            | biskup pomocniczy Bafoussam (Kamerun)       | 7 listopada 2016  | 13 maja 2020         |
| 7   | Vincent Tshomba Shamba Kotsho     | biskup pomocniczy Kinszasy (DR Konga)       | 29 czerwca 2020   | 11 czerwca 2022      |
| 8   | Tonito Francisco Xavier Muananoua | biskup pomocniczy Maputo (Mozambik)         | 1 marca 2023      |                      |